# Мировые рекорды на дистанции 100 метров в плавании брассом у мужчин в 25-метровом бассейне
Прогресс мировых рекордов на дистанции 100 метров брассом у мужчин в 25-метровом бассейне. Первый мировой рекорд в плавании на дистанции 100 метров брассом у мужчин в 25-метровом бассейне был зарегистрирован Международной Федерацией плавания ФИНА в 1990 году.
Обвал мировых рекордов в плавании в 2008/2009 совпал с введением полиуретановых костюмов от Speedo (LZR, 50 % полиуретана) в 2008 году и Arena (X-Glide), Adidas (Hydrofoil) и итальянского производителя плавательных костюмов Jaked (все 100 % полиуретана) в 2009 году. Запрет ФИНА на плавательный костюм из полиуретана вступил в силу в январе 2010 года.
Прогресс мировых рекордов на дистанции 100 метров брассом у мужчин в 25-метровом бассейне
| Номер | Время | Имя                  | Национальность | Дата            | Соревнование                  | Место               | Прим.         |
| ----- | ----- | -------------------- | -------------- | --------------- | ----------------------------- | ------------------- | ------------- |
| 1     | 59.30 | Дмитрий Волков       | Россия         | 10 февраля 1990 | Кубок мира по плаванию ФИНА   | Бонн, Германия      | [ 2 ]         |
| 2     | 59.07 | Фил Роджерс          | Австралия      | 27 Августа 1993 | Чемпионат Австралии           | Мельбурн, Австралия | [ 3 ]         |
| 3     | 59.02 | Фредерик Дебурггрейв | Бельгия        | 17 февраля 1996 | Кубок мира по плаванию ФИНА   | Бастонь, Бельгия    | [ 4 ]         |
| 4     | 58.97 | Фредерик Дебурггрейв | Бельгия        | 4 декабря 1998  | Кубок мира по плаванию ФИНА   | Техас, США          | [ 5 ]         |
| 5     | 58.51 | Роман Слуднов        | Россия         | 17 марта 2000   | Кубок мира по плаванию ФИНА   | Афины, Греция       | [ 6 ]         |
| 6     | 58.05 | Эд Мозес             | США            | 24 марта 2000   | Кубок мира по плаванию ФИНА   | Миннеаполис, США    | [ 7 ]         |
| 7     | 57.66 | Эд Мозес             | США            | 24 марта 2000   | Кубок мира по плаванию ФИНА   | Миннеаполис, США    | [ 7 ]         |
| 8     | 57.47 | Эд Мозес             | США            | 23 января 2002  | Кубок мира по плаванию ФИНА   | Стокгольм, Швеция   | [ 7 ]         |
| 9     | 56.88 | Камерон Ван дер Бург | ЮАР            | 9 ноября 2008   | Кубок мира по плаванию ФИНА   | Москва, Россия      | [ 8 ]         |
| 10    | 55.99 | Камерон Ван дер Бург | ЮАР            | 9 августа 2009  | Кубок мира по плаванию ФИНА   | Питермарицбург, ЮАР | [ 8 ]         |
| 11    | 55.61 | Камерон Ван дер Бург | ЮАР            | 15 ноября 2009  | Кубок мира по плаванию ФИНА   | Берлин, Германия    | [ 8 ]         |
| 12    | 55,49 | Адам Пити            | Великобритания | 15 ноября 2020  | ISL                           | Будапешт Венгрия    | [ 9 ]         |
| 13    | 55,41 | Адам Пити            | Великобритания | 22 ноября 2020  | ISL                           | Будапешт Венгрия    | [ 10 ]        |
| 14    | 55,34 | Илья Шиманович       | Беларусь       | 19 декабря 2020 | Чемпионат Республики Беларусь | Брест, Беларусь     | [ 11 ] [ 12 ] |

Рекорды зафиксированные не финале: 1/2 — полуфинал, 1/4 — предварительные заплывы, э — эстафета.